# Nicholas Winton
Sir Nicholas George Winton Kt MBE (nascido Wertheim; Hampstead, 19 de maio de 1909 – Slough, 1 de julho de 2015) foi um corretor de bolsa britânico e ativista humanitário que ajudou a resgatar crianças judias que corriam o risco de serem assassinadas pela Alemanha Nazista durante o Holocausto. Nascido de pais judeus-alemães que emigraram para a Grã-Bretanha no início do século XX, Winton ajudou no resgate de 669 crianças, a maioria delas judias, da Tchecoslováquia às vésperas da Segunda Guerra Mundial. Numa breve visita à Tchecoslováquia, ajudou a compilar uma lista de crianças que precisavam de resgate e, ao regressar à Grã-Bretanha, trabalhou para cumprir os requisitos legais de trazer as crianças para a Grã-Bretanha e encontrar lares e patrocinadores para elas.  Esta operação ficou mais tarde conhecida como Kindertransport Tcheco.
Suas realizações humanitárias permaneceram desconhecidas e despercebidas pelo mundo por quase 50 anos, até 1988, quando foi convidado para o programa de televisão da BBC That's Life!, onde se reuniu com dezenas de crianças que ajudou a vir para a Grã-Bretanha e foi apresentado a muitos de seus filhos e netos. A imprensa britânica o celebrou e o apelidou de "Schindler Britânico".  Em 2003, Winton foi nomeado cavaleiro pela Rainha Elizabeth II pelos "serviços prestados à humanidade, ao salvar crianças judias da Tchecoslováquia ocupada pelos nazistas".  Em 2014, foi agraciado com a mais alta honraria da Chéquia, a Ordem do Leão Branco (1.ª classe), pelo presidente Miloš Zeman. Winton morreu em 2015, aos 106 anos. 

## Biografia
Winton nasceu em 19 de maio de 1909 em Hampstead, Londres, filho de pais judeus Rudolph Wertheim (1881 – 1937), gerente de banco, e Barbara (née Wertheimer, 1888–1978).  Sua irmã mais velha era Charlotte (1908–2001) e seu irmão mais novo era Robert (1914–2009).    Seus pais eram judeus alemães que se mudaram para Londres dois anos antes.  O nome da família era Wertheim, mas mudaram para Winton em um esforço de integração.   Eles também se converteram ao cristianismo, e Winton foi batizado. 
Em 1923, Winton ingressou na Stowe School, que acabara de ser inaugurada.  Ele saiu sem qualificações, frequentando a escola noturna enquanto trabalhava como voluntário no Midland Bank. Depois foi para Hamburgo, onde trabalhou no Behrens Bank, seguido pelo Wasserman Bank em Berlim.  Em 1931 mudou-se para França e trabalhou no Banque Nationale de Crédit em Paris. Ele também obteve uma qualificação bancária na França. Retornando a Londres, tornou-se corretor da Bolsa de Valores de Londres. Embora fosse corretor da bolsa, Winton também era "um socialista fervoroso que se tornou próximo dos luminares do Partido Trabalhista Aneurin Bevan, Jennie Lee e Tom Driberg".  Através de outro amigo socialista, Martin Blake, Winton tornou-se parte de um círculo de esquerda que se opunha ao apaziguamento e estava preocupado com os perigos representados pelos nazistas. 
Na escola, ele se tornou um excelente esgrimista, esgrima florete e espada, e foi selecionado para a equipe britânica em 1938.  Ele esperava competir nas Olimpíadas seguintes, mas os jogos foram cancelados por causa da Segunda Guerra Mundial. 

## Trabalho de resgate
Pouco antes do Natal de 1938, Winton planejava viajar para a Suíça para passar férias esquiando. Após um pedido de ajuda de Marie Schmolka e Doreen Warriner,  ele decidiu visitar Praga e ajudar Martin Blake,  que estava em Praga como associado do Comitê Britânico para Refugiados da Tchecoslováquia,  então em processo de ocupação pela Alemanha, e havia ligado para Winton para pedir-lhe que ajudasse no trabalho de assistência social judaica.  Ao lado do Comitê de Refugiados da Tchecoslováquia, voluntários britânicos e canadenses como Winton, Trevor Chadwick e Beatrice Wellington trabalharam na organização para ajudar crianças de famílias judias em risco dos nazistas.  Muitos deles montaram seu escritório em uma mesa de jantar de um hotel na Praça de Venceslau.  Ao todo, Winton passou um mês em Praga e partiu em janeiro de 1939, seis semanas antes da ocupação alemã da Tchecoslováquia. Outros voluntários estrangeiros permaneceram, como Chadwick, Warriner e Wellington.  Em novembro de 1938, após Kristallnacht, a Câmara dos Comuns aprovou uma medida para permitir a entrada na Grã-Bretanha de refugiados com menos de 17 anos, desde que tivessem um lugar para ficar e uma garantia de £50 (equivalente a £3,397 em 2021), depositado por pessoa para seu eventual retorno ao seu próprio país. 

### Países Baixos (Holanda)
Um obstáculo importante foi conseguir permissão oficial para cruzar para a Holanda, já que as crianças deveriam embarcar na balsa em Hook of Holland. Após Kristallnacht em novembro de 1938, o governo holandês fechou oficialmente as suas fronteiras a quaisquer refugiados judeus. O Royal Dutch Marechaussee procurou por eles e devolveu todos os encontrados à Alemanha, apesar dos horrores da Kristallnacht serem bem conhecidos. 

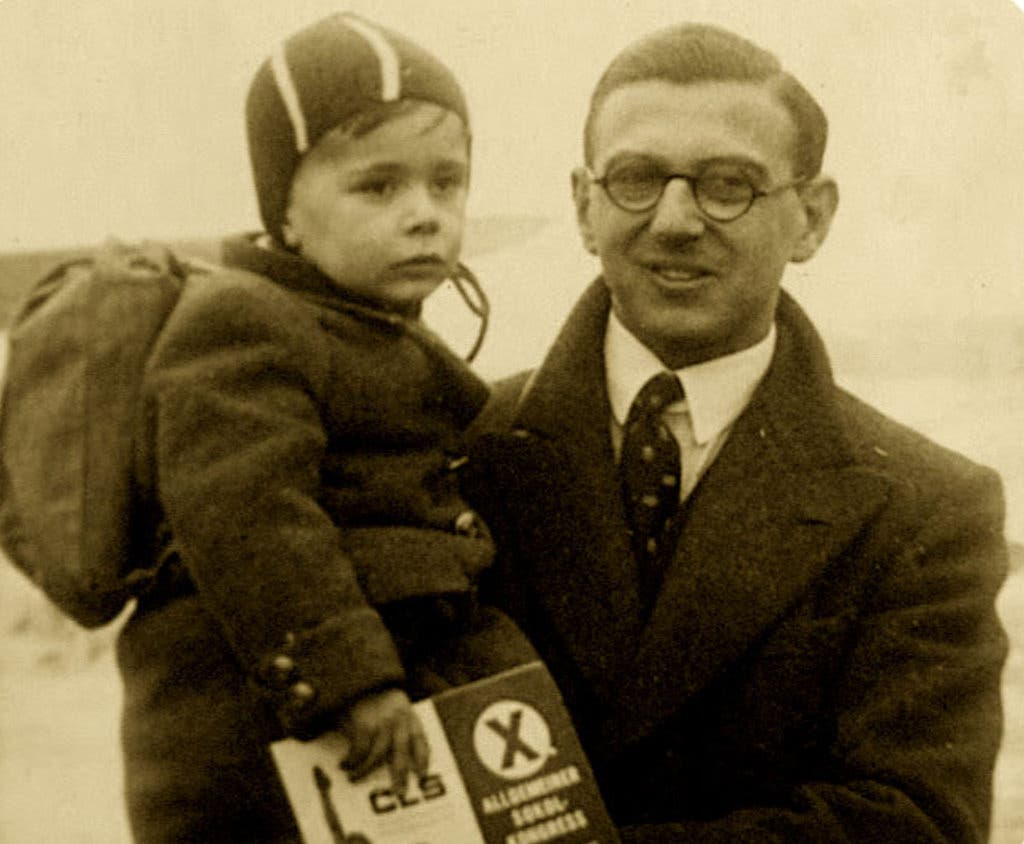
Winton com uma criança em 1938

Winton teve sucesso graças às garantias que obteve da Grã-Bretanha. Seguindo o primeiro trem, o processo de travessia da Holanda ocorreu sem eventuais problemas.  Winton finalmente encontrou lares na Grã-Bretanha para 669 crianças,  cujos pais morreram no campo de concentração de Auschwitz.  Sua mãe trabalhou com ele para colocar as crianças em lares e posteriormente em albergues.  Durante todo o verão de 1939, ele colocou fotos das crianças no Picture Post buscando famílias que as aceitassem.  Por coincidência, os nomes dos navios a vapor London and North Eastern Railway que operavam a rota Harwich a Hook of Holland incluíam Prague e Vienna; o primeiro pode ser visto em um Pathé Newsreel de 1938. 
Ele também escreveu a políticos norte-americanos como o presidente Franklin D. Roosevelt, pedindo-lhes que levassem mais crianças.  Ele disse que mais dois mil poderiam ter sido salvos se tivessem ajudado, mas apenas a Suécia aceitou alguns, além daqueles enviados para a Grã-Bretanha.   O último grupo de crianças, programado para deixar Praga em 1º de setembro de 1939, não pôde partir. Com a invasão da Polônia por Hitler no mesmo dia, a Segunda Guerra Mundial começou.   Das 250 crianças que partiriam naquele trem, apenas duas sobreviveram à guerra.   
Winton reconheceu os papéis vitais em Praga de Doreen Warriner, Trevor Chadwick,  Nicholas Stopford, Beatrice Wellington,  Josephine Pike e Bill Barazetti (1914–2000),  que também trabalharam para evacuar crianças da Europa. Winton permaneceu em Praga apenas cerca de três semanas e partiu antes que os nazistas ocupassem o país.  Ele nunca pisou na principal estação ferroviária de Praga, embora uma estátua sua seja erguida lá. Mais tarde, ele escreveu que Chadwick "então começou a trabalhar e lidou com todos os problemas consideráveis no final de Praga e continuou a realizar este trabalho mesmo quando se tornou difícil e perigoso quando os alemães chegaram. Ele merece todos os elogios". 

### Pessoas notáveis salvadas
- Alf Dubs, Barão Dubs (nascido em 1932), político do Partido Trabalhista britânico e ex-membro do Parlamento [43]
- Heini Halberstam (1926–2014), matemático [44]
- Renata Laxova (1931–2020), geneticista pediátrica [45]
- Isi Metzstein (1928–2012), arquiteto modernista [46]
- Gerda Mayer (1927–2021), poetisa [47]
- Karel Reisz (1926–2002), cineasta [48]
- Joe Schlesinger (1928–2019), autor e jornalista canadense [49]
- Yitzchok Tuvia Weiss (1926–2022), Rabino Chefe da Edah HaChareidis em Jerusalém [50]
- Vera Gissing (1928–2022), escritora e tradutora [51]
- Otto Pick (1925-2016), acadêmico, músico, locutor, autor e conferencista

Das 669 crianças salvas do Holocausto através dos esforços de Winton, mais de 370 nunca foram localizadas. A BBC News sugeriu em 2015 que eles talvez não conhecessem a história completa de como sobreviveram à guerra.  

## Segunda Guerra Mundial
Após a eclosão da Segunda Guerra Mundial, Winton recusou ser recrutado para o Exército Britânico, solicitando com sucesso o registro como objetor de consciência, e mais tarde serviu na Cruz Vermelha. 
Em 1940, ele rescindiu suas objeções e ingressou na Força Aérea Real, Seção Administrativa e de Deveres Especiais. Inicialmente ele era um aviador, chegando a sargento e em 22 de junho de 1944 foi comissionado como oficial piloto interino em período probatório.  Em 17 de agosto de 1944, foi promovido a oficial piloto em período probatório. 
Ele foi promovido ao posto de oficial voador de guerra em 17 de fevereiro de 1945,  permanecendo na Força Aérea após a guerra. Ele renunciou à sua comissão em 19 de maio de 1954, mantendo o posto honorário de tenente de aviação. 

## Pós-guerra

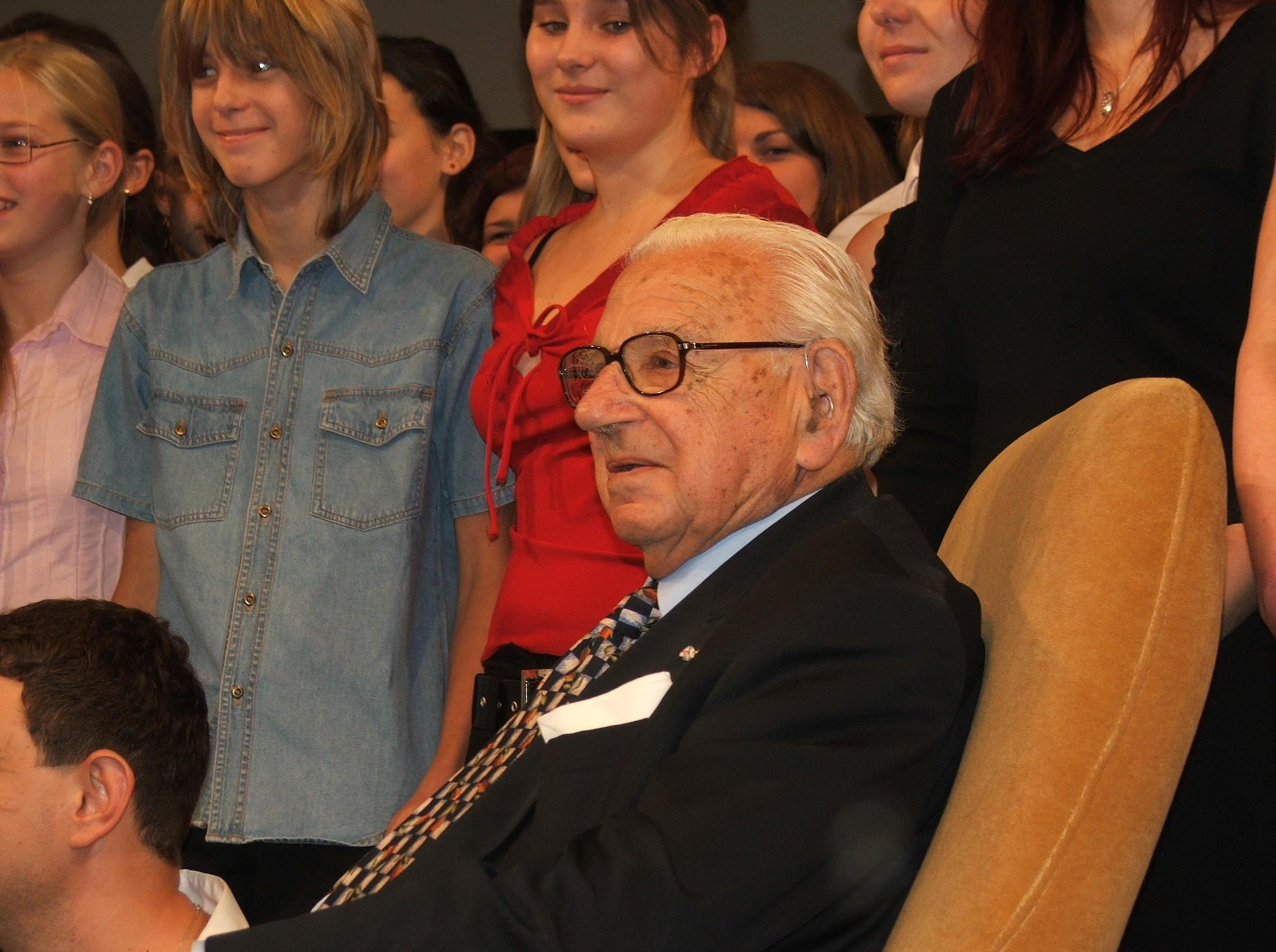
Winton visitando Praga em outubro de 2007

### Vida familiar
Após a guerra, Winton trabalhou para a Organização Internacional para os Refugiados e depois para o Banco Internacional para Reconstrução e Desenvolvimento em Paris, onde conheceu Grete Gjelstrup, uma secretária dinamarquesa e filha de um contador.   Eles se casaram em sua cidade natal, Vejle, em 31 de outubro de 1948. 
Eles tiveram três filhos, o mais novo deles, Robin, tinha síndrome de Down.  A família insistiu que seu filho Robin ficasse com eles em vez de ir para uma casa residencial como era a norma. A morte de Robin por meningite um dia antes de seu sexto aniversário afetou muito Winton e ele fundou uma organização de apoio local que se tornou Maidenhead Mencap. Winton concorreu, sem sucesso, ao conselho municipal em 1954;  mais tarde ele encontrou trabalho nos departamentos financeiros de várias empresas. 

### Reconhecimento
Winton mencionou suas realizações humanitárias em seu material eleitoral enquanto se candidatava sem sucesso à eleição para o conselho municipal de Maidenhead em 1954.    Porém, ele passou despercebido por meio século  até que em 1988 sua esposa encontrou um álbum de recortes detalhado em seu sótão,  contendo listas das crianças, incluindo os nomes dos pais e os nomes e endereços das famílias que os levaram. em. Ele deu o álbum de recortes a Elisabeth Maxwell, pesquisadora do Holocausto e esposa do magnata da mídia Robert Maxwell.   Cartas foram enviadas para cada um desses endereços conhecidos e 80 dos "filhos de Winton" foram encontrados na Grã-Bretanha. 
Numa entrevista ao programa de rádio da BBC The Life Scientific, Simon Wessely descreveu como seu pai Rudi, uma das crianças resgatadas, teve um encontro casual com Winton. 
O mundo inteiro descobriu seu trabalho em fevereiro de 1988  durante um episódio do programa de televisão da BBC That's Life!  quando ele foi convidado como membro da plateia. A certa altura, o álbum de recortes de Winton foi mostrado e suas conquistas explicadas. A apresentadora do programa, Esther Rantzen, apresentou Winton às crianças que ele ajudou a resgatar, incluindo Vera Gissen. 
Em uma continuação posterior, That's Life! No programa em que Winton também estava na plateia, Rantzen perguntou se alguém na plateia estava entre as crianças que deviam suas vidas a Winton e, em caso afirmativo, que se levantasse: mais de duas dúzias de pessoas ao redor de Winton se levantaram e aplaudiram.  Rantzen então perguntou se alguém presente era filho ou neto de uma das crianças que Winton salvou, e o resto do público se levantou. 
Ele foi o tema de This Is Your Life em 2003, quando foi surpreendido por Michael Aspel  em Winton House, uma casa de repouso da Abbeyfield Society em Windsor, Berkshire, nomeada em sua homenagem. 
Quando o trabalho de Winton se tornou conhecido, em 1988, a maioria das pessoas que trabalhavam no transporte infantil na Checoslováquia tinham morrido sem serem reconhecidas. Apesar dos elogios generalizados ao seu trabalho, dois estudiosos tentaram colocar suas realizações em perspectiva, escrevendo que Winton "não acompanhou trens, não fez planos de viagem, nunca encontrou a Gestapo ou qualquer perigo pessoal, não usou seu próprio dinheiro e, o mais importante, não agimos sozinhos... Não devemos reduzir a conta a apenas um santo." 
Winton e seu irmão Robert iniciaram uma competição inter-regional de esgrima em 1950. A Winton Cup continua até hoje, comemorando seu tardio 70º aniversário em 2022 devido a adiamentos durante a pandemia de COVID-19. Seus filhos e netos fazem participações regulares todos os anos.  

### 100º aniversário
Para comemorar seu 100º aniversário, Winton sobrevoou o White Waltham Airfield em um ultraleve pilotado por Judy Leden, filha de um dos meninos que ele salvou.  Seu aniversário também foi marcado pela publicação de um perfil no The Jewish Chronicle. 

## Morte

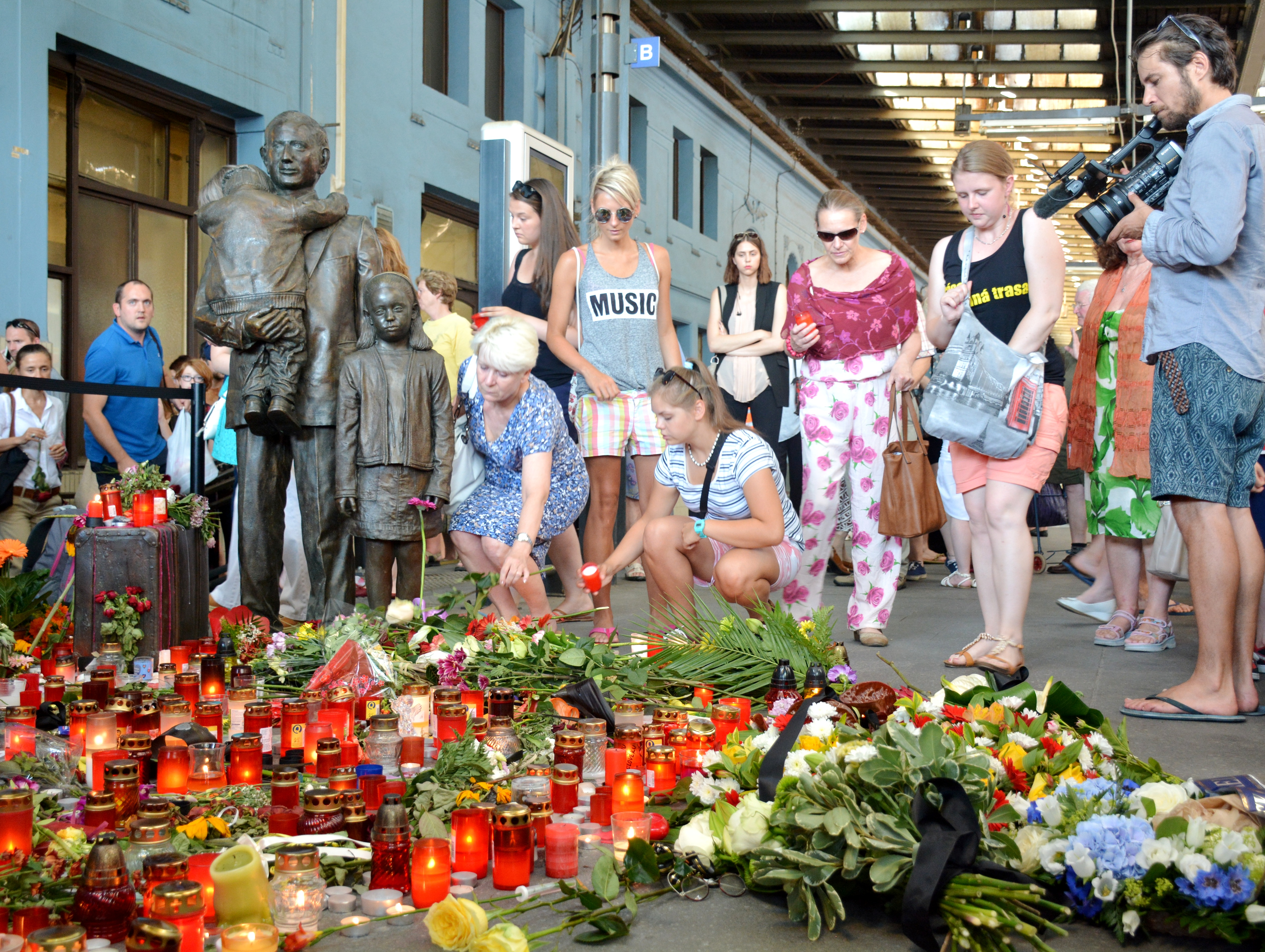
Evento comemorativo, em julho de 2015, na escultura da Estação Ferroviária Principal de Praga

Winton morreu durante o sono de parada cardíaca na manhã de 1º de julho de 2015 no Wexham Park Hospital em Slough, tendo sido internado uma semana antes após uma deterioração em sua saúde. Ele tinha 106 anos.   Winton foi cremado e suas cinzas foram enterradas no Cemitério Braywick em Maidenhead, Berkshire ao lado de sua esposa Grete e filho Robin. 
A morte de Winton ocorreu exatamente 76 anos depois de 241 das crianças que ele salvou terem deixado Praga de trem.  Uma reportagem especial da BBC News sobre várias das crianças que Winton resgatou durante a guerra foi publicada naquele dia. 

## Honras
Nas homenagens de aniversário de 1983, Winton foi nomeado Membro da Ordem do Império Britânico (MBE) por seu trabalho no estabelecimento dos lares Abbeyfield para idosos na Grã-Bretanha; e, nas Honras de Ano Novo de 2003, foi nomeado cavaleiro pelos serviços prestados à humanidade, em reconhecimento ao seu trabalho no Kindertransport tcheco.     Ele encontrou a Rainha Elizabeth II novamente durante sua visita de estado a Bratislava, Eslováquia, em outubro de 2008.  Em 2003, Winton recebeu o prêmio Pride of Britain pelo conjunto de sua obra.  Em 2010, Winton foi nomeado Herói Britânico do Holocausto pelo governo britânico. 
Winton foi condecorado com a Ordem de Tomáš Garrigue Masaryk, 4ª Classe, pelo Presidente Tcheco Václav Havel em 1998.  Em 2008, foi homenageado pelo governo checo de diversas maneiras. Uma escola primária em Kunžak leva o seu nome,  e ele foi premiado com a Cruz de Mérito do Ministro da Defesa, Grau I.  O governo checo nomeou-o para o Prêmio Nobel da Paz de 2008.  
O planeta menor 19384 Winton foi nomeado em sua homenagem pelos astrônomos tchecos Jana Tichá e Miloš Tichý. 

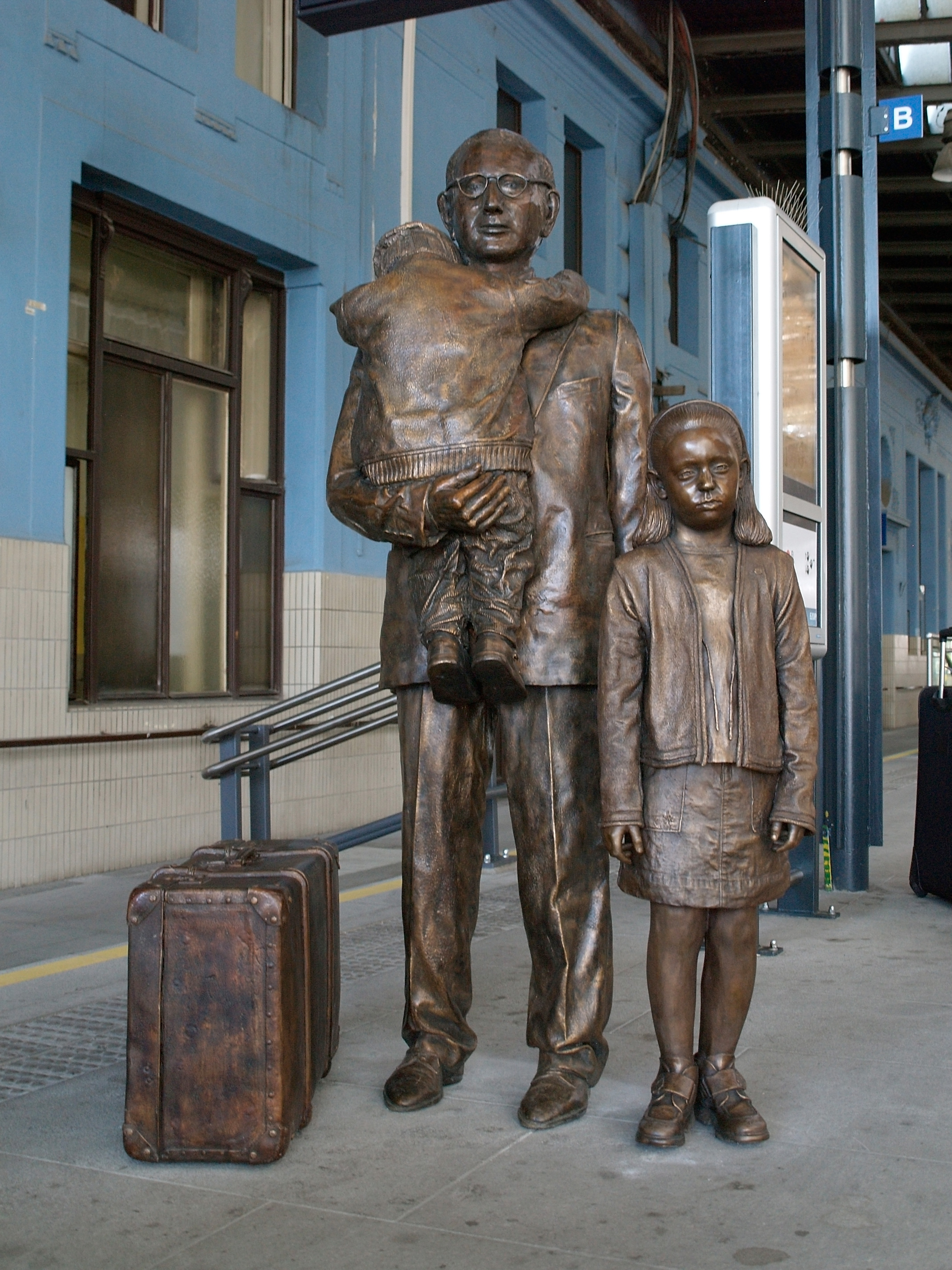
Estátua na principal estação ferroviária de Praga, de Flor Kent, inaugurada em 1 de setembro de 2009

Uma estátua de Winton fica na plataforma 1 da estação ferroviária Praha hlavní nádraží.  Criado por Flor Kent, foi inaugurado em 1 de setembro de 2009 como parte de uma comemoração maior do 70º aniversário do último trem Kindertransport (ver também trem Winton, abaixo). 
Há também três memoriais na estação Liverpool Street, em Londres, onde as crianças da Kindertransport chegaram.  Em setembro de 2010, outra estátua de Winton foi inaugurada, desta vez na estação ferroviária de Maidenhead, pela secretária do Interior, Theresa May, membra do parlamento por Maidenhead. Criada por Lydia Karpinska, retrata Winton sentado em um banco lendo um livro. 
Winton não foi declarado Justo entre as Nações pelo Yad Vashem em Israel devido à política do Yad Vashem, que afirma que apenas os não judeus que arriscaram suas vidas para salvar os judeus devem ser declarados Justos entre as Nações.  Quando adulto, ele não praticava nenhuma religião em particular.  Em uma entrevista de 2015, Winton disse a Stephen Sackur que ficou desiludido com a religião durante a guerra, pois não conseguia reconciliar os movimentos religiosos "orando pela vitória de ambos os lados da mesma guerra". Winton continuou descrevendo suas crenças pessoais: "Acredito na ética, e se todos acreditassem na ética não teríamos nenhum problema. Essa é a única saída; esqueça o lado religioso." 
Winton recebeu a Medalha Wallenberg em 27 de junho de 2013 em Londres.  No ano seguinte, a Fundação Internacional Raoul Wallenberg criou um concurso literário com o nome de Winton. O concurso é para redações de estudantes do ensino médio sobre o legado de Winton. 
Winton foi premiado com a Liberdade da Cidade de Londres em 23 de fevereiro de 2015. 
Em 2019, sua antiga escola, Stowe, abriu uma nova casa para meninos, chamada Winton. 

### Trem Winton

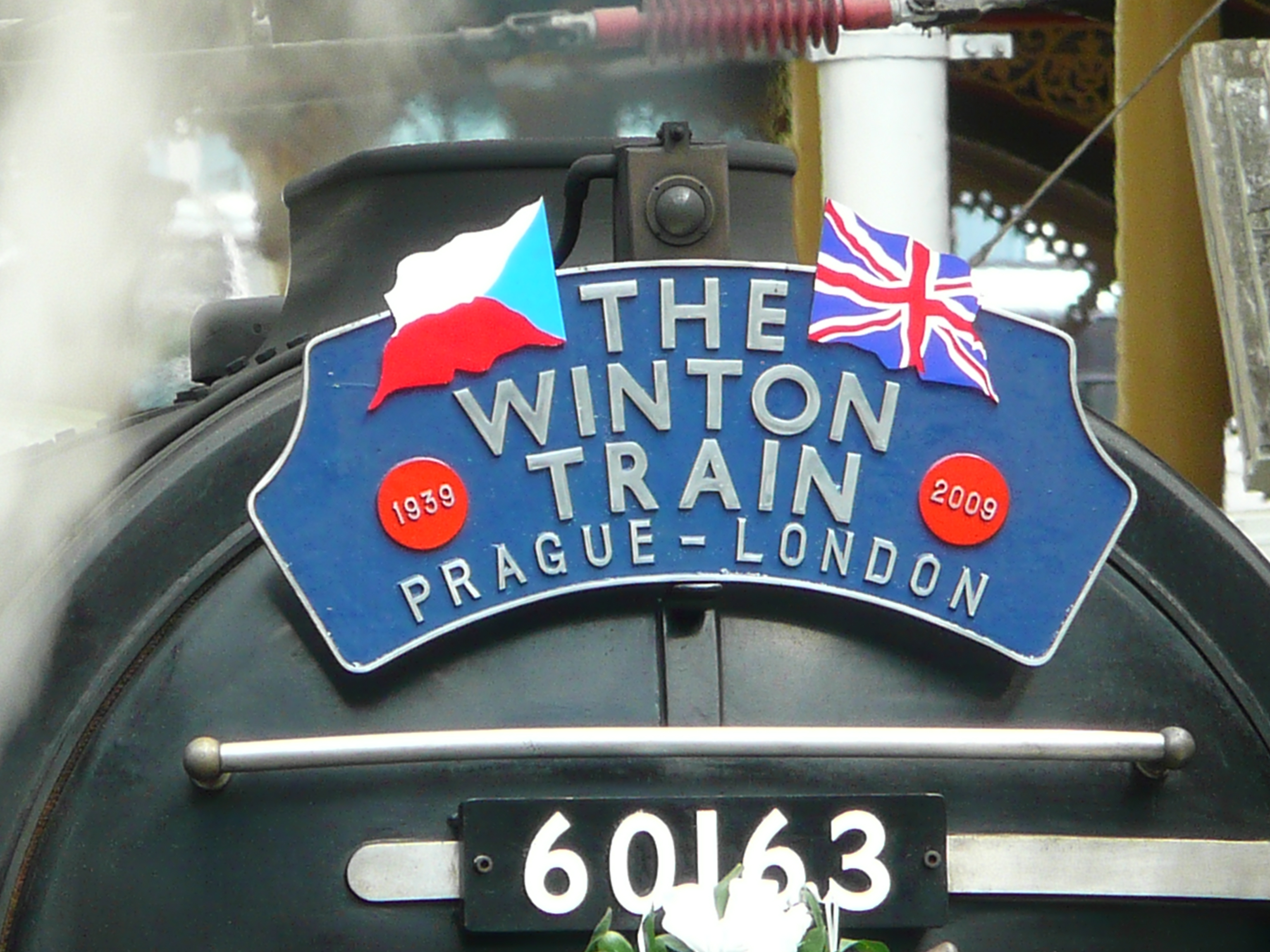
A cabeceira usada pelo Tornado nº 60163 de Harwich até a estação Liverpool Street, a etapa final do Trem Winton de Praga

Em 1 de setembro de 2009, um "Trem Winton" especial composto por uma ou duas locomotivas a vapor (de um conjunto de seis) e carruagens usadas na década de 1930 partiu da estação ferroviária principal de Praga para Londres através da rota Kindertransport original. A bordo estavam vários "filhos Winton" sobreviventes e seus descendentes, que foram recebidos por Winton em Londres. 
A ocasião marcou o 70º aniversário do último Kindertransport pretendido, organizado por Winton, com partida prevista para 1 de setembro de 1939, mas impedido pela eclosão da Segunda Guerra Mundial naquele mesmo dia.  Na partida do trem, uma estátua memorial para Winton, projetada por Flor Kent, foi inaugurada na estação ferroviária. 

### Ordem do Leão Branco
Em 19 de maio de 2014, aniversário de 105 anos de Winton, foi anunciado que ele receberia a maior homenagem da República Tcheca, por dar às crianças tchecas "o maior presente possível: a chance de viver e de ser livre".  Em 28 de outubro de 2014, Winton foi condecorado com a Ordem do Leão Branco (Classe I) pelo presidente tcheco Miloš Zeman,  tendo o Ministério da Defesa tcheco enviado uma aeronave especial para trazê-lo a Praga. O prêmio foi concedido juntamente com outro a Sir Winston Churchill, que foi aceito por seu neto Nicholas Soames. Zeman disse lamentar que o mais alto prémio checo tenha sido atribuído às duas personalidades tão tardiamente, mas acrescentou que "mais vale tarde do que nunca".  Winton também conheceu algumas das pessoas que resgatou 75 anos antes, elas mesmas na casa dos 80 anos. Ele disse: "Quero agradecer a todos vocês por esta enorme expressão de agradecimento por algo que aconteceu comigo há quase 100 anos - e 100 anos é muito tempo. Estou muito feliz que tantas crianças ainda estejam por perto. e estão aqui para me agradecer."  

### Lista de honras nacionais
- 1983:  Membro da Ordem do Império Britânico (Reino Unido)
- 2003:  Knight Bachelor (Reino Unido)
- 2014:  Ordem do Leão Branco 1ª Classe (República Tcheca)

## Memoriais
Em 22 de abril de 2016, um repique de um quarto de lembrança foi tocado e um novo método chamado Sir Nicholas Winton Delight pelos tocadores de sinos da Whiting Society of Ringers. 
Em 19 de maio de 2016, um serviço memorial para Winton foi realizado no Guildhall de Londres, com a presença de cerca de 400 pessoas, incluindo 28 das que ele salvou, e representantes dos governos tcheco, eslovaco e do Reino Unido.  Em 20 de maio, a instituição de caridade militar Glen Art apresentou um concerto memorial celebrando a vida de Winton com Jason Isaacs, Rupert Graves e Alexander Baillie, em St John's, Smith Square. Todos os fundos doados foram doados a instituições de caridade que apoiam crianças refugiadas sírias.   
Em 14 de julho de 2017, um jardim memorial para Winton foi inaugurado no parque Maidenhead Oaken Grove pela primeira-ministra Theresa May. 

## Na cultura popular
Uma peça sobre Winton, Numbers from Prague, foi apresentada em Cambridge em janeiro de 2011.  
Falando no programa Today da BBC Radio 4 em 28 de outubro de 2014, Winton disse que achava que tinha "feito a diferença para muitas pessoas" e continuou: "Acho que não aprendemos nada... o mundo hoje é numa situação mais perigosa do que nunca." 
Em 19 de maio de 2020, o Google homenageou o legado de Winton no 111º aniversário de seu nascimento com um Google Doodle. 
A história de Winton foi contada por David Suchet como parte do Concerto de Natal do Coro do Tabernáculo Mórmon de 2022, que foi ao ar na PBS em dezembro de 2023. 

### Filmes
A obra de Winton é tema de três filmes do cineasta eslovaco Matej Mináč: o drama All My Loved Ones (1999),  em que Winton foi interpretado por Rupert Graves, o documentário The Power of Good: Nicholas Winton (Síla lidskosti — Nicholas Winton, 2002), que ganhou um Emmy,  e o drama documental Nicky's Family. 
Ele participa de Into the Arms of Strangers: Stories of the Kindertransport (2000), vencedor do Oscar de melhor documentário em 2001. Foi escrito por Deborah Oppenheimer e escrito e dirigido pelo vencedor do Oscar Mark Jonathan Harris. 
Sir Anthony Hopkins e Johnny Flynn interpretam Winton em diferentes fases da vida no filme biográfico One Life, dirigido por James Hawes e produzido pela See-Saw Films.  O filme teve sua estreia mundial no Festival Internacional de Cinema de Toronto de 2023   e foi lançado no Reino Unido em 1º de janeiro de 2024, pela Warner Bros.  